# Verband der Mineralfarbenindustrie

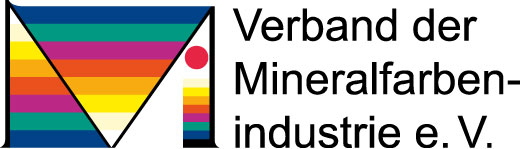
Logo des VdMi

Der Verband der Mineralfarbenindustrie e. V., kurz VdMi e. V., ist ein eigenständiger Fachverband der deutschen chemischen Industrie und vertritt die Interessen von  Herstellern von Pigmenten und Füllstoffen in Deutschland. Darüber hinaus sind im VdMi e. V.  auch Hersteller von Masterbatches (Masterbatch Verband), photokatalytisch-aktiven Produkten (Fachverband angewandte Photokatalyse, FAP), Lebensmittelzusatzstoffen (Farbstoffe für Lebensmittel), Schul- und Künstlerfarben und Produkten für Email, Glas und Keramik organisiert. Der Verband hat ca. 70 Mitglieder.

## Geschichte
Der Verband ist eine der Gründungsabteilungen des "Vereins zur Wahrung der Interessen der Chemischen Industrie" im Jahre 1877, dem heutigen "Verband der Chemischen Industrie". Er hat seinen Sitz in Frankfurt am Main.
Während 1877 im Wesentlichen Hersteller von mineralischen Farben Mitglieder des Verbandes waren, reicht das Spektrum heute von anorganischen und organischen Pigmenten bis zu Masterbatches und Künstlerfarben.
In der heutigen Rechtsform als Verband der Mineralfarbenindustrie e. V. besteht der Verband seit dem 1. Januar 1951.
Der Masterbatch Verband wurde 1998 als neue Fachabteilung des VdMi gegründet.
Im Jahr 2009 hat sich der Verband der Druckfarbenindustrie, der bis dahin auch eine Fachabteilung des VdMi war, ausgegliedert und mit den Lackfarbenherstellern zum Verband der deutschen Lack- und Druckfarbenindustrie e.V.(VDL) zusammengeschlossen.
Auf Initiative der Titandioxid-Hersteller im VdMi wurde der Fachverband angewandte Photokatalyse ins Leben gerufen. Die neue VdMi-Fachabteilung nahm 2011 die Arbeit auf.

## Branchen
Im Verband sind historisch bedingt unterschiedliche Branchen organisiert. Dies sind die Hersteller von anorganischen und organischen Pigmenten, von Produkten für die keramische Industrie, von Kieselsäuren, die als helle Verstärkerfüllstoffe Verwendung finden, von Carbon Black und von Lebensmittelfarben, ebenso wie die Weiterverarbeiter von Farbmitteln. Dazu zählen die Hersteller von Masterbatches, die sich im  Masterbatch Verband zusammengeschlossen haben, sowie die Hersteller von Künstler- und Schulfarben. Im Fachverband angewandte Photokatalyse haben sich sowohl die Hersteller von Photokatalysatoren als auch die Anwender aus der Baustoff- und Coatingsindustrie zusammengeschlossen.

## Verbandsarbeit
Der Verband hat das Ziel und die Aufgabe, die ideellen und wirtschaftlichen Interessen der ihm angeschlossenen Branchen zu vertreten. Insbesondere bieten die Fachabteilungen und ihre Gremien, wie z. B. die technischen Kommissionen, Foren für die Behandlung branchenspezifischer Fragestellungen.
Im Einzelnen sind dies die Themenbereiche
- Information und Diskussion von Fragen zur Produktsicherheit sowie zum Arbeits- und Umweltschutz
- Kommunikation und Zusammenarbeit mit Behörden und Verbänden, auf nationaler und europäischer Ebene
- Kooperation mit den Abnehmerbranchen
- Mitarbeit in der Normung
- Stärkung des Marktauftritts der Branchen durch Vorträge, Broschüren, Positionspapiere und Informationsblätter

Der Verband der Mineralfarbenindustrie e.V. unterstützt die Initiative Responsible Care des Verbandes der Chemischen Industrie e. V. (VCI).
Der Verband ist Mitgliedsverband im Verband der Chemischen Industrie (VCI), im europäischen Dachverband der Pigment- und Füllstoffhersteller (Eurocolour), im europäischen Zusammenschluss der Künstlerfarbenhersteller (CEPE) und im  europäischen Photokatalyseverband (EPF).